# Rudnik Bukinje
Rudnik Bukinje är en gruva i Bosnien och Hercegovina.   Den ligger i entiteten Federationen Bosnien och Hercegovina, i den centrala delen av landet, 80 km norr om huvudstaden Sarajevo. Rudnik Bukinje ligger 231 meter över havet.
Terrängen runt Rudnik Bukinje är platt åt sydväst, men åt nordost är den kuperad. Runt Rudnik Bukinje är det ganska tätbefolkat, med 93 invånare per kvadratkilometer.. Närmaste större samhälle är Tuzla, 4,6 km öster om Rudnik Bukinje. 
Omgivningarna runt Rudnik Bukinje är en mosaik av jordbruksmark och naturlig växtlighet.